# Ivan Weiss
Ivan Weiss (22. prosince 1921, Ostrava – 31. října 1976 Praha, sebevražda) byl český divadelní režisér.

## Divadelní začátky
Již v roce 1943 se stal členem vedení skupiny Nový soubor, kde působili především bývalí Burianovi žáci a ve vedení byli s Weissem i Jiří Kárnet, bývalý lektor D 41, František Vrba, překladatel a básník a Josef Svoboda, scénograf. Mezi herci byl např. Bohumil Bezouška.

## Studium
V letech 1944–1946 studoval Weiss na Státní konzervatoři v Praze a pokračoval ve studiu režie na DAMU (1946–1948). K jeho profesorům patřili E. F. Burian a Jiří Frejka. V době studií na DAMU režíroval v divadle DISK, kde vystřídal od roku 1946 Jaromíra Pleskota, který odešel za Jiřím Frejkou do Divadla na Vinohradech. Po slavnostním otevření Akademie múzických umění v lednu 1947, kdy se DISK stal její studiovou scénou, převzal pozici vedoucího režiséra Luboš Pistorius a Weiss ustoupil do pozadí.

## Divadelní působení
V sezóně 1948/1949 režíroval Weiss také v Burianově D49. Po skončení studia a poté, co se po emigraci Jana Snížka uvolnil sál v pasáži Alhambra na Václavském náměstí v Praze, začal zde Weiss spolu s Pistoriem působit od března 1948 pod hlavičkou EXDISK. Později odešel s celým souborem do Ostravy za režisérem Zdeňkem Hofbauerem a následně do Plzně. Působil rovněž ve funkci šéfa činohry ve Varnsdorfu a v divadle v Hořovicích.
V letech 1951–1953 byl režisérem Divadla československé armády. V roce 1964 jej angažoval Ota Ornest do Městských divadel pražských, kde pak Weiss až do své smrti v roce 1976 pracoval jako režisér.

## Citát
| „               | Poslední inscenací Ivana Weisse měla být Horníčkova Slečna Matylda, kterou jsme začali zkoušet už před prázdninami. Ivan měl velké osobní problémy a já cítila, jak je nešťastný, tak jsem ho pozvala k nám na Slovensko, abychom si o všem popovídali. Pak přišlo září, začali jsme zkoušet a Ivan byl znovu úplně na dně. Pozvala jsem ho na chatu do Chřibské, ale tam už nepřijel, protože si vzal život. | “ |
| — Květa Fialová | |   |

## Divadelní režie, výběr
- 1946 J. M. Synge: Královna žalu, DISK
- 1946 R. B. Sheridan: Škola pomluv, DISK
- 1946 Eugène Labiche: Slaměný klobouk, DISK
- 1946 G. B. Shaw: Volební právo ženám, DISK
- 1947 William Shakespeare: Veselé paničky windsorské, DISK
- 1947 Jiří Kárnet: Bloudění, DISK
- 1948 L. Lahola: Naši šli tudy, D 49
- 1948 V. Majakovskij: Ledová sprcha, EXDISK
- 1948 R. B. Sheridan: Škola pomluv, EXDISK
- 1949 K. Simonov: Cizí stín, D 50
- 1950 Vítězslav Nezval: Milenci z kiosku, D 50
- 1950 Alexej Pludek: Případ Modrá voda, D 50
- 1950 Carlo Goldoni: Zamilovaní, D 50 (84 repríz)
- 1951 J. P. German: Jedné podzimní noci, Divadlo československé armády
- 1952 A. N. Ostrovskij: Kdo hledá, najde aneb Ženitba Balzaminova, Divadlo československé armády
- 1953 Veličko Neškov: Signály, Divadlo československé armády
- 1964 Jevan Brandon-Thomas: Charlesova teta, Divadlo ABC (248 repríz)
- 1966 Heinrich Kleist: Rozbitý džbán, Divadlo komedie (24 repríz)
- 1966 Jean Giraudoux: Souboj andělů, Komorní divadlo (32 repríz)
- 1967 Michail Bulgakov: Purpurový ostrov, Komorní divadlo (26 repríz)
- 1967 Henry Becque: Pařížanka, Divadlo komedie (113 repríz)
- 1968 Jan Drda: Hrátky s čertem, Divadlo komedie (46 repríz)
- 1969 Edward Albee: Křehká rovnováha, Komorní divadlo (43 repríz)
- 1969 William Shakespeare: Veselé paničky windsorské, Divadlo komedie (53 repríz)
- 1970 Friedrich Dürrenmatt: Play Strindberg, Komorní divadlo (97 repríz)
- 1970 Georges Farquhar: Galantní lest, Komorní divadlo (49 repríz)
- 1971 Václav Kliment Klicpera: Každý něco pro vlast, Divadlo komedie (36 repríz)
- 1972 Roger O. Hirson: Jsem špatná, špatná ženská, Komorní divadlo (135 repríz)
- 1972 A. N. Ostrovskij, M. Loucká: I chytráci se spálí, Komorní divadlo (22 repríz)
- 1972 Jaroslav Dvořáček: Vzpoura na Ovocném trhu, Divadlo ABC
- 1973 Karel Čapek: Bílá nemoc, Komorní divadlo (37 repríz)

## Osobnosti českého divadla o Ivanu Weissovi
Ota Ornest
- Ivana Weisse jsem poznal na škole. Jeho ročník byl velmi silný a produktivní. Všichni absolventi herectví i režie se po skončení studia přesunuli na Václavské náměstí do pasáže Alhambra a malou scénu, kterou tam otevřeli, pojmenovali EX-DISK. Právě tam mne zaujala představení Ivana Weisse.[6]

- Ivan Weiss byl stejně vstřícný, nesobecký a citlivý na potřeby divadla jako Radok. Byla radost s ním spolupracovat…Největším Weissovým triumfem – kromě Play Strindberg – se stalo nastudování satirické komedie Michaila Bulgakova Purpurový ostrov. To už se konaly v nabitém hledišti hotové demonstrace…Na jedno představení přišel Jan Werich a usedl do první řady. Ve vypjaté scéně Vydra vyhrůžně oslovil obecenstvo: „Je tu snad někdo, kdo se socialismem nesouhlasí?“ Stačilo, aby Werich zdvihl ruku a vzápětí za ním vyrostl celý les paží.[9]

Viktor Preiss
- Velice jsem se sblížil s režisérem Ivanem Weissem, který mi dával najevo nejen své přátelství, ale i určitou jistotu, že se mnou do budoucna jako s hercem počítá…Samozřejmě, že jsem nemohl tušit, v jaké je osobní situaci, a tak mne to, co následovalo, velice zasáhlo. Ivan Weiss byl jednou z duší, s nimiž jsem nemusel své pocity verbalizovat, a přesto jsme si rozuměli.[10]

- Z nás mladých nebyl nikdo ve straně. Svaz mládeže jsme založili jako nutnou úlitbu, paradoxně to dostal jako politický úkol Ivan Weiss. V složité osobní krizi mu to bohužel nepomohlo. Brzy nato spáchal sebevraždu.[11]

Alena Vránová
- Vztah mezi mnou a Ivanem Weissem byl jako vztah mezi herečkou a režisérem něčím tak přirozeným, že se marně ptám, kde se vlastně vzala ta naše společná řeč.[12]

Svatopluk Beneš 
- Ivan Weiss byl intelektuál. Já jsem svým herectvím intelektuálům nikdy neimponoval. Kdybych hrál sebelépe, vždycky našli nějaký problém…Ivan Weiss se na mne díval podobnou optikou, ale přece jen mne jako herce sledoval a rád se se mnou bavil. Poprvé jsme se spolu dohodli, když začal připravovat Play Strindberg. Dodnes ji vidím jako jednu z nejlepších inscenací, které kdy v Městských divadlech pražských vznikly.[13]